# FACTS
Hệ thống truyền tải điện xoay chiều linh hoạt (Flexible Alternating Current Transmission System hay FACTS) là hệ thống bao gồm các thiết bị tĩnh để sử dụng cho việc truyền tải dòng điện xoay chiều. FACTS dùng để nâng cao khả năng điều khiển hệ thống điện và tăng khả năng truyền tải công suất trên đường dây.
FACTS được định nghĩa bởi IEEE là: "hệ thống sử dụng các thiết bị điện tử công suất và các thiết bị tĩnh khác để điều khiển một hoặc nhiều thông số của hệ thống đường dây tải điện xoay chiều, qua đó, nâng cao khả năng điều khiển và khả năng truyền tải công suất".."

## Công nghệ FACTS
FACTS có thể được kết nối với hệ thống điện theo kiểu nối tiếp (bù dọc) hoặc bù song song (shunt) hoặc kết hợp cả hai phương thức trên

### Bù song song
Các đường dây truyền tải điện dài sinh ra các điện kháng ký sinh nối tiếp dọc đường dây. Do đó, khi truyền tải công suất lớn sẽ gây ra tổn thất điện áp trên đường dây. Để bù các điện kháng ký sinh này, người ta đặt các tụ bù dọc trên đường dây.
Trong trường hợp này, FACTS có tác dụng như một nguồn áp.
Hệ thống điện được nối shunt với các thiết bị FACTS. Trường hợp này, FACTS đóng vai trò như một nguồn dòng.
Bù song song có hai loại:
Bù điện dung
Phương pháp này dùng để nâng cao hệ số công suất. 
Khi một tải có tính cảm được nối với hệ thống, hệ số công suất sẽ bị giảm xuống do sự trễ pha của dòng điện. Để bù cảm kháng này, người ta lắp một tụ điện nối song song với tải, việc này sẽ kéo dòng điện lên sớm pha hơn so với điện áp. Và kết quả là hệ số công suất được nâng cao.
Bù điện cảm
Phương pháp này dùng để bù trong trường hợp đóng điện đường dây không tải hoặc khi non tải cuối đường dây. 
Khi không tải hoặc tải nhỏ, chỉ có một dòng rất nhỏ chạy trên đường dây. Trong khi đó, điện dung ký sinh trên đường dây, đặc biệt với các đường dây dài lại có giá trị khá lớn. Việc này sẽ sinh ra quá áp trên đường dây. (hay còn gọi là hiệu ứng Ferranti). Điện áp cuối đường dây có thể tăng gấp đôi điện áp nguồn tới (trong trường hợp đường dây rất dài). Để bù điện dung ký sinh này, người ta lắp các điện cảm song song trên dọc đường dây.

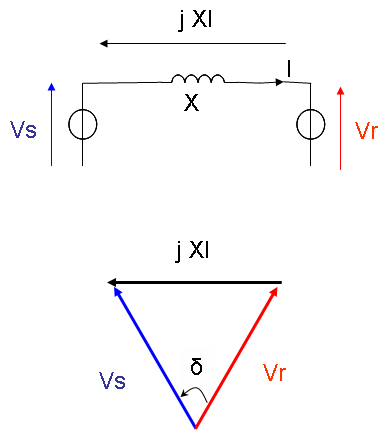
Đường dây không có tổn thất.

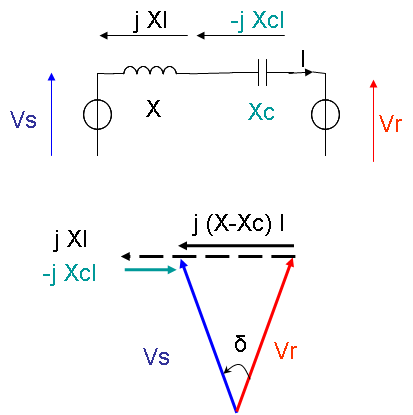
Bù nối tiếp.

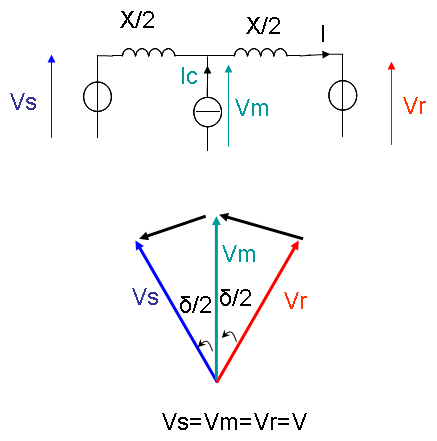
Bù song song.

## Lý thuyết về FACTS
Trong trường hợp đường dây không có tổn thất, giá trị điện áp nhận được cuối đường dây thường gần bằng giá trị đầu đường dây: Vs = Vr=V.
Trong quá trình truyền tải, xuất hiện góc lệch pha delta {\displaystyle \delta },phụ thuộc vào giá trị của trở kháng X
{\displaystyle {\underline {V_{s}}}=V\cos({\frac {\delta }{2}})+jV\sin({\frac {\delta }{2}})}

{\displaystyle {\underline {V_{r}}}=V\cos({\frac {\delta }{2}})-jV\sin({\frac {\delta }{2}})}

{\displaystyle {\underline {I}}={\frac {{\underline {V_{s}}}-{\underline {V_{r}}}}{jX}}={\frac {2V\sin {\frac {\delta }{2}}}{X}}}
Vì đường dây không có tổn thất nên công suất tác dụng P bằng nhau ở mọi điểm trên đường dây:

{\displaystyle P_{s}=P_{r}=P=V\cos({\frac {\delta }{2}}).{\frac {2V\sin {\frac {\delta }{2}}}{X}}={\frac {V^{2}}{X}}\sin \delta }
Công suất phản kháng đầu đường dây bằng nhưng khác dấu với công suất phản kháng cuối đường dây:
{\displaystyle Q_{s}=-Q_{r}=Q=V\sin({\frac {\delta }{2}}).{\frac {2V\sin {\frac {\delta }{2}}}{X}}={\frac {V^{2}}{X}}(1-cos\delta )}
Khi giá trị {\displaystyle \delta } nhỏ, công suất truyền tải trên đường dây phụ thuộc chủ yếu vào giá trị {\displaystyle \delta }. Trong khi đó, công suất phản kháng phụ thuộc chủ yếu vào độ lớn của điện áp hai đầu.

### Khi bù nối tiếp
Các tụ bù nối tiếp trong FACTS sẽ thay đổi điện kháng đẳng trị của đường dây: X giảm sẽ tăng khả năng truyền tải công suất tác dụng trên đường dây. Tuy nhiên, nguồn điện phải cung cấp thêm công suất phản kháng.

{\displaystyle P={\frac {V^{2}}{X-Xc}}sin\delta }

{\displaystyle Q={\frac {V^{2}}{X-Xc}}(1-cos\delta )}

### Khi bù song song
Công suất phản kháng được đưa lên đường dây để duy trì giá trị điện áp.
Khả năng truyền tải công suất tác dụng trên đường dây tăng lên nhưng cũng phải cung cấp thêm công suất phản kháng cho đường dây.

{\displaystyle P={\frac {2V^{2}}{X}}sin({\frac {\delta }{2}})}

{\displaystyle Q={\frac {2V^{2}}{X}}(1-cos({\frac {\delta }{2}}))}

## Ứng dụng của FACTS trong các thiết bị bù nối tiếp

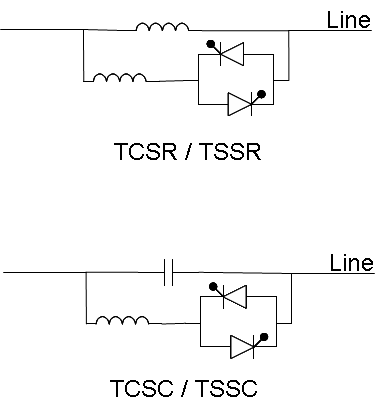
Ứng dụng của FACTS trong các tụ bù nối tiếp (sơ đồ mạch)

- Static Synchronous Series Compensator (hay SSSC): Tụ bù đồng bộ kiểu tĩnh.
- Thyristor Controlled Series Capacitor (TCSC): là thiết bị mắc nối tiếp với đường dây; gồm các tụ điện được nối song song với một điện cảm điều khiển bằng cách thay đổi góc mở của thyristor.
- Thyristor Controlled Series Reactor (TCSR): là thiết bị mắc nối tiếp với nhau; gồm một điện kháng nối song song với một điện kháng khác được điều khiển bằng thyristor.
- Thyristor Switched Series Capacitor (TSSC): là thiết bị gồm một bộ tụ được đóng mở bằng khóa thyristor.
- Thyristor Switched Series Reactor (TSSR): là thiết bị gồm một bộ kháng được đóng mở bằng khóa thyristor.

## Ứng dụng của FACTS trong các thiết bị bù song song

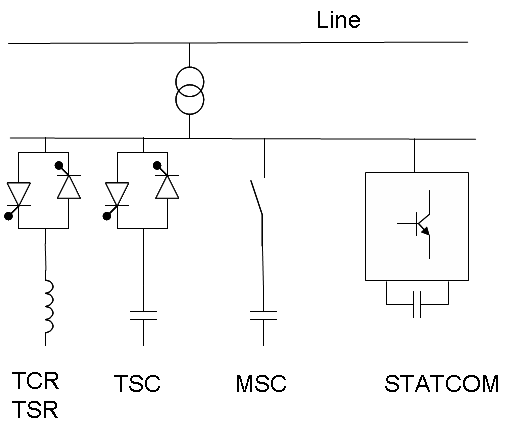
Ứng dụng của FACTS trong các thiết bị bù nối tiếp (sơ đồ mạch)

- Tụ bù đồng bộ kiểu tĩnh (Static Synchronous Compensator hay STATCOM) ban đầu được gọi là máy bù tĩnh (Static Condenser hay STATCON)
- Thiết bị bù công suất phản kháng kiểu tĩnh(Static VAR compensator hay SVC). Hầu hết các thiết bị SVC là:
  - Thyristor Controlled Reactor (TCR): Cuộn kháng được điều khiển bằng thyristor. Nó được mắc nối tiếp với 2 van thyristor lắp ngược chiều nhau. Mỗi bộ thyristor điều khiển một pha. Điện kháng đẳng trị là một giá trị liên tục
  - Thyristor Switched Reactor (TSR): Cuộn kháng được đóng cắt bằng thyristor. Thiết bị có cấu tạo tương tự như TCR nhưng thyristor chỉ có hai trạng thái đóng hoặc mở hoàn toàn. Điện kháng đẳng trị là một giá trị nhảy cấp.
  - Thyristor Switched Capacitor (TSC): Tụ điện được đóng cắt bằng thyristor. Do đó, điện dung đẳng trị là một giá trị nhảy cấp.
  - Mechanically Switched Capacitor (MSC): Tụ điện được đóng cắt bằng máy cắt. Thiết bị chỉ được dùng để bù công suất phản kháng, và chỉ được đóng mở vài lần trong ngày khi hệ thống thiếu công suất phản kháng hoặc tụt áp nhiều trên đường dây.

### Liên kết trong
- HVDC